# Pastoral (Francisco Eiximenis)

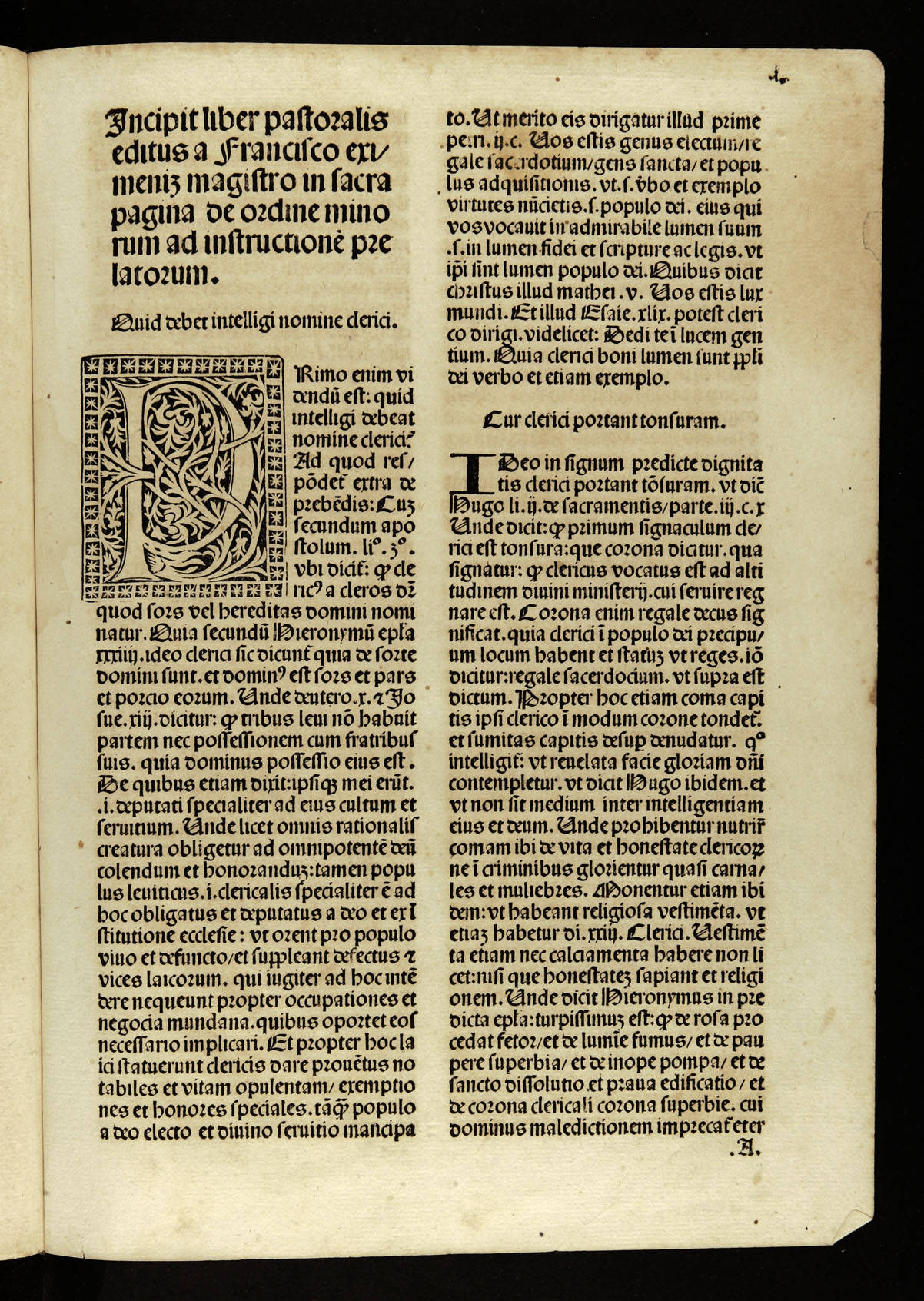
Início da edição incunábula do Pastorale de Francesc Eiximenis impressa em Barcelona por Pere Posa o 5 de dezembro de 1495

O Pastorale (Pastoral) é uma obra literária escrita em latim por Francesc Eiximenis, em Valência,  entre 1397 e 1400. Foi dedicada ao bispo de Valência Hug de Llupià.

## Origem
O Pastorale foi escrito para o bispo de Valência, Hug de Llupià i Bages por requerimento de Miquel de Miracle, pároco de Penàguila, como dize o prólogo do livro. Possívelmente foi escrito a propósito da sua posse do bispado de Valência em 1397 ou 1398. Ou talvez, mais provávelmente, a propósito da sua chegada a Valência o 9 de agosto de 1400.

## Estrutura e conteúdo
A obra consta de cento sessenta-e-sete capítulos, divididos em quatro partes, e trata principalmente dos deveres e das obligações dos bispos, ainda que ao princípio fala do estamento eclesiástico em geral.
Talvez seria equivalente ao Onzè (onze avos volume) de Lo Crestià, que não escreveu, onde tinha previsto tratar do estamento eclesiástico. Não obstante, si consideramos que o sacerdócio é também um sacramento, no Desè (décimo volume) de Lo Crestià tinha a intenção, assim mesmo, de tratar dos sacramentos.
Este livro segue o modelo do clássico Regula Pastoralis (régua pastoral) de São Gregório o Grande, que é um manual para a vida dos bispos e sacerdotes.

## Edições
Tem uma edição incunábula impressa em Barcelona por Pere Posa o 5 de dezembro de 1495. Sem embargo, recentemente se tem feito uma edição crítica e tradução ao catalão em forma de tese doutoral. Mas esta tese não foi editada, e só está disponível em línea.
Então, desgraçadamente, não dispomos ainda duma edição atual desta obra. Não obstante, Curt Wittlin transcriviu cinco capítulos (desde parte do 36 até o 40) em um interessante artigo que analisa o dissimulado antimonarquismo e antioligarquismo eiximeniano.

## Edições digitais

### Incunábulos
- Edição na Memòria Digital de Catalunya da edição incunábula impressa em Barcelona por Pere Posa o 5 de dezembro de 1495.

### Edições modernas
- ] Edição em Tesis doctorales en Red da edição crítica e da tradução ao catalão feita por Montserrat Martínez Checa (Francesc Eiximenis. Pastorale. Edició i traducció. Barcelona. UAB. 1995. LXXXVII+[VIII+450] (Edição e tradução)+12 (Anexo)). Tese doutoral de Montserrat Martínez Checa dirigida por José Martínez Gázquez e lida na Universidade Autônoma de Barcelona em 1995.

### OPastoraledentro das obras completason line
- Obras completas de Francesc Eiximenis (em catalão e em latim).